# Cuerpo Jurídico Militar
El Cuerpo Jurídico Militar (CJM) tiene reglamentariamente asignadas las funciones de asesoramiento jurídico y aplicación de la justicia en el ámbito de las Fuerzas Armadas Españolas. 
La función asesora es similar a la que desempeñan los abogados del Estado en otros ministerios y organismos oficiales. La jurisdicción militar castrense tiene su génesis en los ejércitos permanentes, forma parte del poder judicial y se extiende en materia penal, tutela jurisdiccional en vía disciplinaria y demás asuntos que determinen las leyes o establezca una eventual declaración de estado de sitio. 
Actualmente está compuesto por cerca de trescientos profesionales.

## Creación
Bajo el nombre "Cuerpo Jurídico Militar" se han conocido en España dos instituciones distintas: el tradicional cuerpo del Ejército de Tierra (que desapareció en 1988) y el cuerpo creado en ese año en el que se integraron el Cuerpo Jurídico Militar, el Cuerpo Jurídico de la Armada y el Cuerpo Jurídico del Aire en un solo cuerpo (llamada inicialmente Cuerpo Jurídico Militar de la Defensa y luego solo Cuerpo Jurídico Militar).
El Cuerpo Jurídico Militar (perteneciente al Ejército de Tierra) fue creado por decisión del presidente del gobierno y ministro de la guerra general Ramón María Narváez y Campos, duque de Valencia, mediante Real Decreto de 19 de octubre de 1866. El actual Cuerpo Jurídico Militar unificado, común a los tres ejércitos,  se debe a la Ley 6/1988, de 5 de abril.

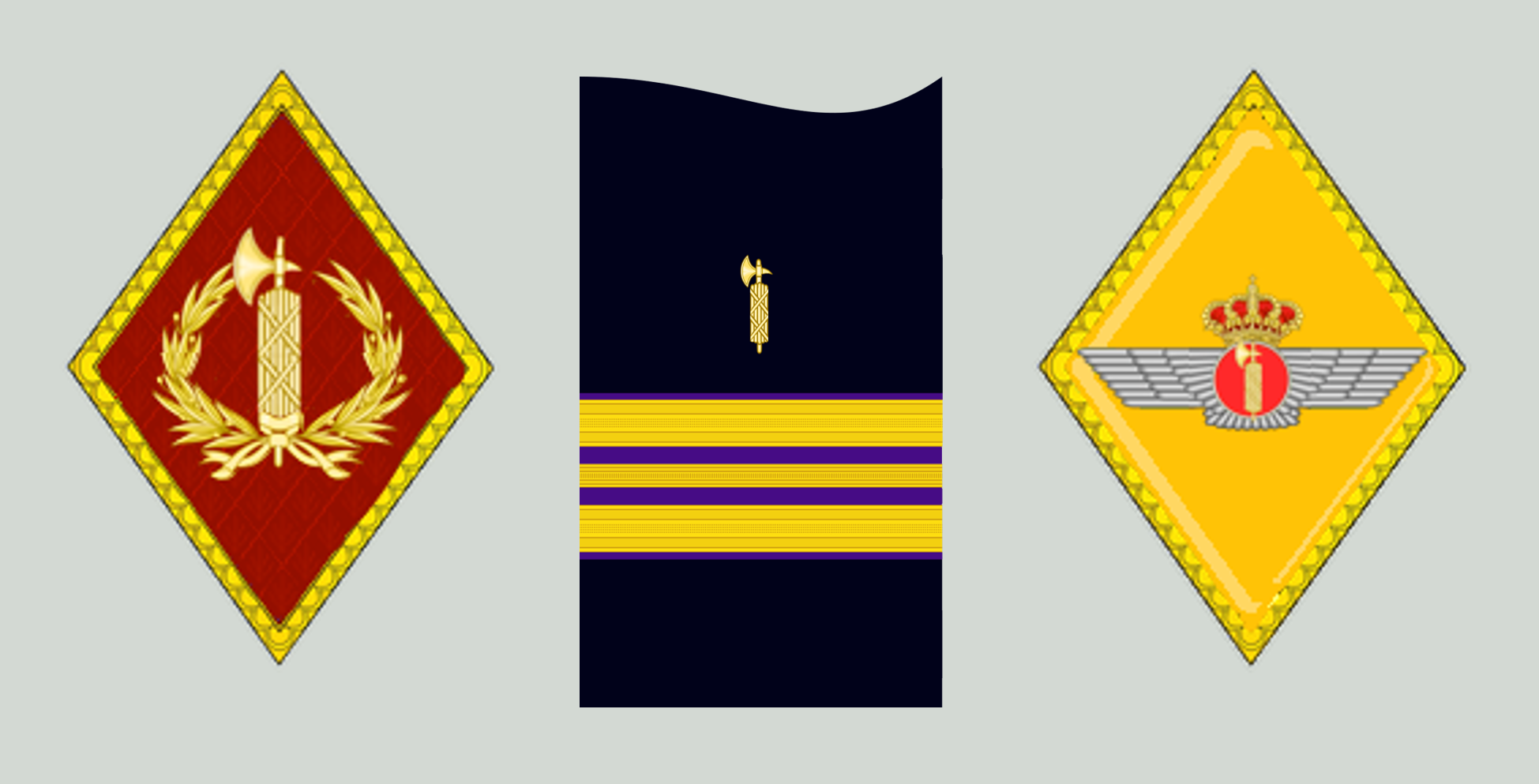
Emblemas de los tres Cuerpos Jurídicos (Tierra, Armada y Ejército del Aire)

## Funciones

Escudo de la Jurisdicción militar de España.

Los miembros del Cuerpo Jurídico Militar, pertenecientes a la Escala Superior de Oficiales, desempeñan las funciones que les son encomendadas por las leyes militares y de manera muy especial las referentes al ejercicio de la jurisdicción militar y el asesoramiento jurídico en ámbitos castrenses. También, en su cometido, pueden ejercer el mando en centros u organismos pertenecientes al Ministerio de Defensa. Igualmente, pueden desarrollar funciones de administración, logística, apoyo al mando, técnico-facultativas y docentes en el ámbito de las Fuerzas Armadas.
En su día a día prestan todo tipo de funciones relacionadas con el ámbito jurídico castrense pudiendo destacar, entre todas ellas, dos funciones básicas:
- Asesoría Jurídica de Mando Militar en los variados problemas que se puedan plantear en el ámbito del derecho internacional, marítimo, sancionador, de personal...
- Función jurisdiccional específica militar donde realizan las funciones de letrados judiciales, fiscales y jueces indistintamente.

## Estructura
- Tribunal Militar Central en Madrid 
  - 2 Juzgados Togados Militares Centrales (Madrid)
- Tribunal Militar Territorial Primero: Madrid
  - 2 Juzgados Togados Militares Territoriales en Madrid
  - Juzgado Togado Militar Territorial en Valencia
  - Juzgado Togado Militar Territorial en Cartagena
- Tribunal Militar Territorial Segundo: Sevilla
  - Juzgado Togado Militar Territorial en Sevilla
  - Juzgado Togado Militar Territorial en San Fernando
  - Juzgado Togado Militar Territorial en Almería
  - Juzgado Togado Militar Territorial en Málaga
  - Juzgado Togado Militar Territorial en Ceuta
  - Juzgado Togado Militar Territorial en Melilla
- Tribunal Militar Territorial Tercero: Barcelona
  - Juzgado Togado Militar Territorial en Barcelona
  - Juzgado Togado Militar Territorial en Zaragoza
  - Juzgado Togado Militar Territorial en Palma de Mallorca
- Tribunal Militar Territorial Cuarto;: La Coruña
  - Juzgado Togado Militar Territorial en La Coruña
  - Juzgado Togado Militar Territorial en Valladolid
  - Juzgado Togado Militar Territorial en Burgos
- Tribunal Militar Territorial Quinto: Santa Cruz de Tenerife
  - Juzgado Togado Militar Territorial en Santa Cruz de Tenerife
  - Juzgado Togado Militar Territorial en Las Palmas de Gran Canaria
- Fiscalía Jurídico Militar:
  - Fiscalía Togada
  - Fiscalía del Tribunal Militar Central
  - Fiscalías de los Tribunales Militares Territoriales

## Escalafón
El Cuerpo depende jerárquicamente del ministro de Defensa, correspondiendo su organización y gestión al subsecretario del departamento, y cuenta con un escalafón propio diferenciado del resto de los cuerpos de los Ejércitos.
Los empleos son los comprendidos entre alférez y general de división, con las denominaciones siguientes:
- General consejero togado
- General auditor
- Coronel auditor
- Teniente coronel auditor
- Comandante auditor
- Capitán auditor
- Teniente auditor
- Alférez auditor

Respecto a su régimen interno, los miembros del Cuerpo Jurídico Militar tienen los mismos derechos y obligaciones que los oficiales generales y los oficiales de las Fuerzas Armadas, sin perjuicio de su propio estatuto particular correspondiente al ejercicio de la función jurisdiccional.

## Divisas del Cuerpo Jurídico Militar
Las palas corresponden a las usadas en la uniformidad de verano.

Placa

| Emblema | Bandera de España |                          |                 |                 |                          |                    |                 |                  |                 |  |  |  |  |  |  |  |  |  |  |  |
|         | Bandera de España | General consejero togado | General auditor | Coronel auditor | Teniente coronel auditor | Comandante auditor | Capitán auditor | Teniente auditor | Alférez auditor |  |  |  |  |  |  |  |  |  |  |  |

## Acceso

Escudo de la Escuela Militar de Estudios Jurídicos.

El ingreso en el Cuerpo se realiza mediante concurso-oposición entre los aspirantes que reúnan las condiciones siguientes: 
- Estar en posesión del título de Licenciado o Graduado en Derecho.
- Ser español y mayor de edad (sin rebasar los límites fijados en cada convocatoria).
- No estar impedido física o psíquicamente para el desempeño de las funciones propias del Cuerpo.
- No estar condenado, procesado o inculpado por delito doloso (a menos que medie rehabilitación, sentencia absolutoria o auto de sobreseimiento).
- Estar en el pleno ejercicio de los derechos civiles
- No haber sido condenado a pena de pérdida de empleo o sancionado con separación del servicio.
- Conocimiento del idioma inglés (con su prueba de acceso correspondiente)

Cada año además se anuncian oficialmente las bases concretas que rigen la convocatoria en curso.
Una vez superado el concurso-oposición, los alumnos deben superar un periodo de formación específico de una duración aproximada de un curso académico que contempla el paso por las Academias militares de los tres Ejércitos, sitas en Zaragoza (Academia General Militar), Marín (Escuela Naval Militar) y San Javier (Academia General del Aire). Posteriormente la especialización en Derecho Militar tendrá lugar en la Escuela Militar de Estudios Jurídicos (EMEJ), en Madrid, integrada desde 2015 en la Academia Central de la Defensa.
Al superar este periodo de formación, los alumnos son promovidos al empleo de Teniente Auditor ocupando el lugar correspondiente en el escalafón.